# Прокопьево (Великоустюгский район)
Прокопьево — деревня в Великоустюгском районе Вологодской области.
Входит в состав Трегубовского сельского поселения, с точки зрения административно-территориального деления — в Трегубовский сельсовет.
Расстояние по автодороге до районного центра Великого Устюга — 29,5 км, до центра муниципального образования Морозовицы — 20 км. Ближайшие населённые пункты — Елакино, Верхнее Якутино, Лужевица.
По данным переписи в 2002 году постоянного населения не было.